# Maurice Heine
Pour les articles homonymes, voir Heine.
Maurice Henri Meyer-Heine, dit Maurice Heine est un écrivain et éditeur français né le 15 mars 1884 à Paris et mort à Vernouillet (Yvelines) le 26 mai 1940.

## Vie et œuvre
Maurice Henri Meyer-Heine est né le 15 mars 1884, au 40 rue Notre-Dame-de-Lorette, Paris 9e, fils de Georgina Pauline Rombi, âgée de 39 ans, professeure, et de Stéphane Meyer-Heine (1839-?), négociant. Enfant naturel, Maurice n'est pas immédiatement reconnu par son père — il le sera le 15 septembre 1894 — et pour cause : Stéphane est déjà l'époux d'Élisabeth Hélène Nattan, mère de Paul Meyer-Heine (1863-1954) — le père de l'architecte Georges Meyer-Heine. La famille Meyer-Heine est apparentée aux banquiers Georges et Michel Heine, de la Maison Heine et Cie, dans laquelle on trouve la salonnière Alice Heine, et plus lointainement le poète allemand Heinrich Heine. 
Le jeune Maurice grandit dans un milieu cultivé, ouvert aux arts, à la littérature. Il semble que ce soit son père qui le pousse à effectuer des études de médecine. En décembre 1901, c'est en étudiant du Quartier latin, qu'il signe une pétition en faveur de Louis Lapicque, professeur à la Faculté des sciences de Paris. Deux ans plus tard, il donne un poème champêtre à la revue La Plume organisatrice d'un concours réservé aux jeunes gens. Tout en  poursuivant ses études comme externe des hôpitaux de Paris, il commence à militer dans les milieux socialistes, tout en continuant à collaborer à des revues littéraires. Au milieu des années 1900, il perd ses parents, et part vivre en Algérie, devenant correspondant du journal Gil Blas à partir de l'été 1911. Début 1913, il vit à Bouzareah. Il livre des poèmes à la revue La France islamique,.
De retour à Paris en 1916, il poursuit sa carrière de journaliste et de poète : son premier recueil, La Mort posthume (Fouilles d'Antinoë) est salué par Paul Léautaud. Il se consacre désormais à la littérature et à l'édition, devenant notamment, en 1920, le rédacteur d'une rubrique de livres de bibliophilie dans La Vie de Marius Leblond, puis, en 1928, le collaborateur de l'éditeur d'art Ambroise Vollard.
Sur le plan politique, Heine est un militant actif : il entre au Parti socialiste SFIO en 1919, il est l'auteur d'une motion d'ultra-gauche au congrès de Tours de 1920 qui voit la création du Parti communiste et qu'il anime notamment avec Adrien Lavergne (futur secrétaire général de la FEN après la Libération), mais sa collaboration à L'Humanité est interrompue en 1922 sur l'ordre de Moscou. L'année suivante, il est exclu du parti. Le 17 janvier 1923, au Congrès fédéral siégeant à la Bellevilloise, alors qu'on lui refuse la parole, en protestation, il tire neuf coups de révolver en l'air.
Heine collabore ensuite à plusieurs revues littéraires et scientifiques, notamment La Nouvelle Revue française, Minotaure, Hippocrate, participe aux publications surréalistes, donne des conférences à Radio-Paris, et fait également partie, aux côtés de Georges Bataille, du groupe Contre-Attaque (1935-1936).
Outre deux recueils de poésie d'inspiration parnassienne, La Mort posthume (1917) et Pénombre (1919), il est notamment l'auteur de L'Islam sous la cendre (1918), de diverses études sur la société et les mœurs du XVIIIe siècle, d'un roman intitulé Luce. Les Mémoires d'un veuf et d'un important Recueil de confessions et observations psycho-sexuelles tirées de la littérature médicale (1936) qui retrace les différentes théories de la psychopathologie sexuelle.
Ses papiers sont au département des manuscrits de la Bibliothèque Nationale de France, rue Richelieu à Paris.

### La redécouverte de Sade
Maurice Heine est connu pour être le redécouvreur et l'éditeur du marquis de Sade. Poursuivant en cela l'initiative de Guillaume Apollinaire et devançant l'énorme travail de Gilbert Lely, il est le premier à revendiquer pour Sade sa véritable place parmi les écrivains français. Avec un souci de la perfection, une rigueur et une probité historiques saluées par Lely, il entreprend pendant de nombreuses années un important travail de mise au jour des archives, notamment juridiques, et des manuscrits, transcrivant ceux-ci, comme le fameux rouleau à l'écriture microscopique des Cent Vingt Journées de Sodome. Son entreprise d'édition critique de ces textes part du principe qu'« un texte du marquis de Sade devait être traité avec le même respect qu'un texte de Pascal ».
Outre ses conférences (il cofonde le Club du Faubourg), articles et préfaces sur le « divin marquis », ce travail commence par la création d'une société d'édition entièrement dévouée à la publication d'inédits et aboutit à la rédaction, inachevée, d'une Vie de Sade : Heine publie des Morceaux choisis, exhume les Historiettes, Contes et Fabliaux (Simon Kra, 1926), le Dialogue entre un prêtre et un moribond (1926), Infortunes de la vertu (1930) et Les Cent Vingt Journées de Sodome (1931-1935), certains étant publiés chez Stendhal & Cie, une maison dirigée par Valdemar Rasmussen,. 

Comme l'écrit Gilbert Lely, qui fut son ami, 

« ses quinze études sur Sade sont écrites avec un raffinement dans l'exactitude et la concision qui n'a d'égal chez nul autre érudit, et il a su y exprimer de façon définitive un bon nombre d'idées essentielles, qui demeurent la base de toute approche critique de l'auteur de Juliette. »

## Publications

### Articles de revues
- « Correspondance inédite du marquis de Sade, publiée par Paul Bourdin », in: Nouvelle Revue française, Vol. 35, 1er janvier 1930, p. 269.
- « Actualité de Sade. Lettre ouverte à M. Abel Hermant », in: Le Surréalisme au service de la révolution, no 2, octobre 1930, p. 3.
- « Lettre ouverte à Luis Buñuel », in: Le Surréalisme au service de la révolution, no 3, décembre 1931, p. 12.
- « Actualité de Sade (De Justine à La Nouvelle Justine à travers les petites feuilles inédites) », Le Surréalisme au service de la révolution, no 5, mai 1933, p. 4.
- (en) « The blood of the martyrs », in: Verve, Vol. 1(1), décembre 1937, p. 30.
- « Le vrai visage de Rétif de la Bretonne, par A. Tabarant », in: Nouvelle Revue française, vol. 51, janvier 1938, p. 850.
- « Les Enfants du limon, par Raymond Queneau », in: Nouvelle Revue française, vol. 52, janvier 1939, p. 519.

### Livres
- La Mort posthume (Fouilles d'Antinoë), recueil de poésie, Paris, J. Meynial, été 1917.
- L'Islam sous la cendre, illustré par Mohammed Racim, Paris, J. Meynial, février 1918 — tiré à 77 ex.
- Pénombre, recueil de poésie, Paris, Aux Muses françaises, 1919.
- Les flèches d'or, poèmes, Paris, Edward Sansot, 1920.
- Recueil de confessions et observations psycho-sexuelles tirées de la littérature médicale, Paris, J. Crès, 1936.

Posthumes :
- Le Marquis de Sade, essais et études réunis et préfacés par Gilbert Lely, Paris, Gallimard, 1950.
- Luce. Les Mémoires d'un veuf, roman, Paris, Éditions de la Différence, 1999.
- Un monde mouvant et sans limites. Tableau de l'amour macabre, premiers poèmes et autres écrits, présentés et annotés par Georges-Henri Morin, Saint-Loup-de-Naud, Éditions du Sandre, 2021.

### Œuvres inédites
(décrites dans le catalogue des manuscrits de la BNF)
1. Poésie:
- Des églantines s'effeuillent.
- Musée.
- Clairvoyance.
- Odeurs.
- Chant royal.
- Centuries d'Hadj Omar al Waquiqu (traduction?)

2. Romans et essais:
- Les Erreurs sentimentales.
- Homunculus.
- Les Musagètes.
- Le Dernier palais.
- La Confession de Narcisse.
- Contes lyriques.
- Contes cyniques.